# ウジェーヌ・ドラートル
ウジェーヌ・ドラートル（Eugène Alfred Delâtre、1864年12月10日 - 1938年9月24日）はフランスの版画家である。

## 略歴
パリで生まれた。父親のオーギュスト・ドラートル(Auguste Delâtre: 1822-1907)も有名な版画家で、父親や父親の友人の画家、ジョン・ルイス・ブラウン(John Lewis Brown: 1829-1890) から美術を学ぶが、パリ・コンミューンに参加した両親が亡命したり、軍役についたりしたことで、美術界に版画作品でデビューしたのは1890年になった。1895年にはパリの画廊で、ジョルジュ・スーラの作品と並んで、24点の作品が展示され、1896年にはサミュエル・ビングの画廊、1898年にはポール・デュラン＝リュエルの画廊で展示会が開かれた。
1897年から刊行された、月刊の版画集「レスタンプ・モデルヌ」に作品を提供し、1905年から印象派の画家が多く出展したジョルジュ・プティの画廊で開かれる展覧会に毎回出展した。
ピエール＝オーギュスト・ルノワールを含む画家たちに版画技術を教え、1910年頃、パブロ・ピカソの版画集『聖マトレル』の制作に関わている。
弟子には、ジョルジュ・ギヌゴー(Georges Guinegault)、マクシム・モーフラ、アルフレド・ミュラー(Alfredo Müller)、ジェン・ポール(Gen Paul)、フランシスク・プールボらがいる。

## 作品

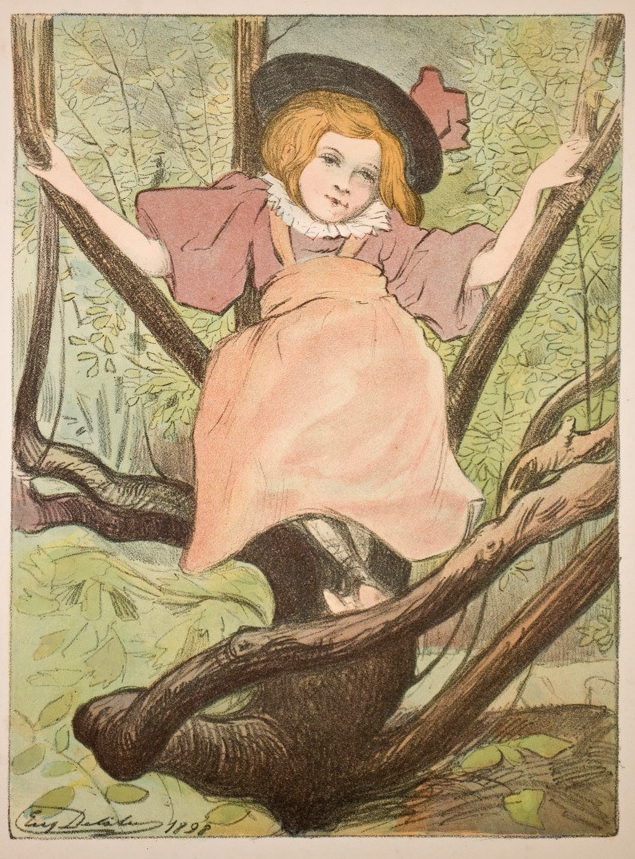
Kacia (1898/1899)
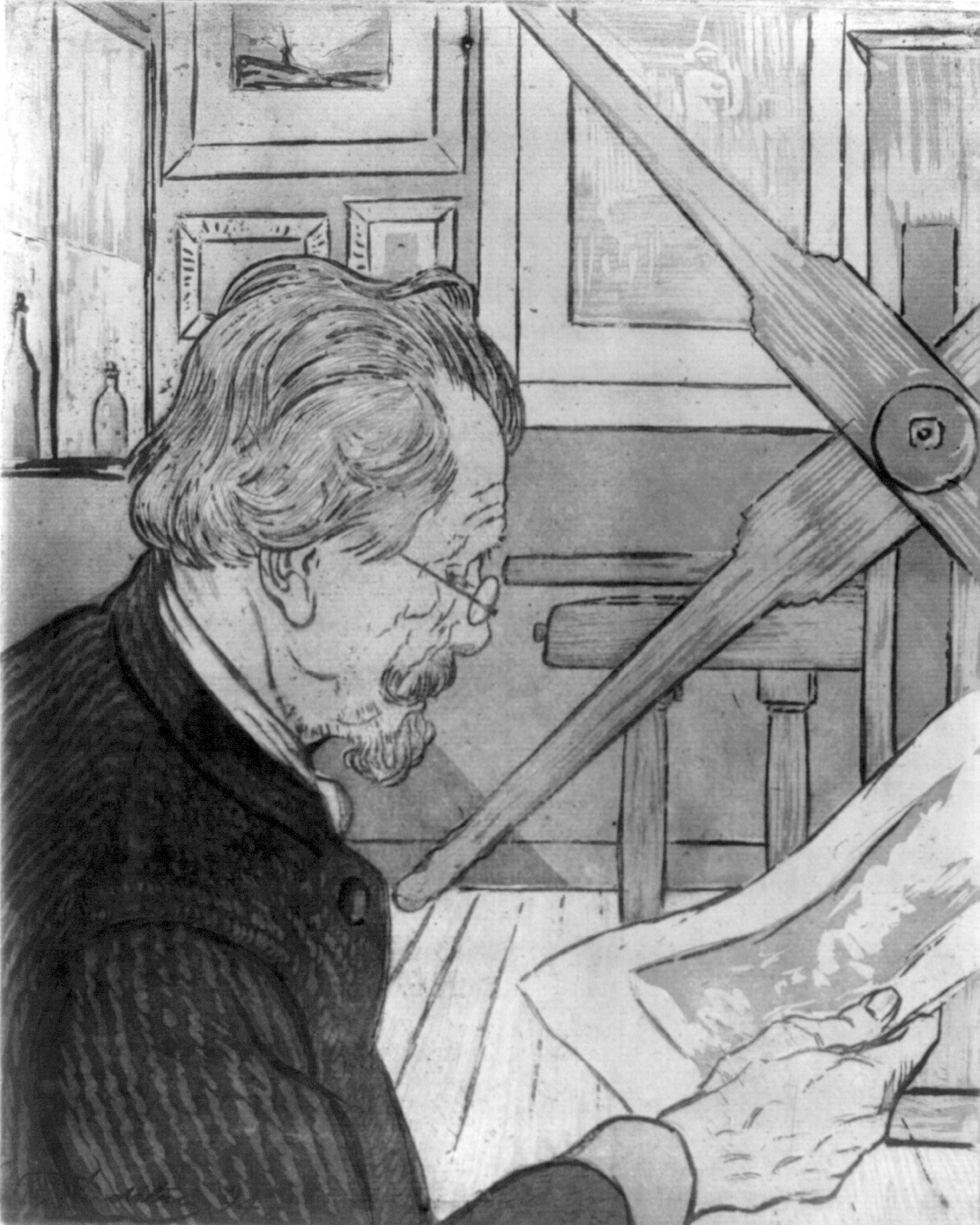
父親オーギュスト・ドラートル
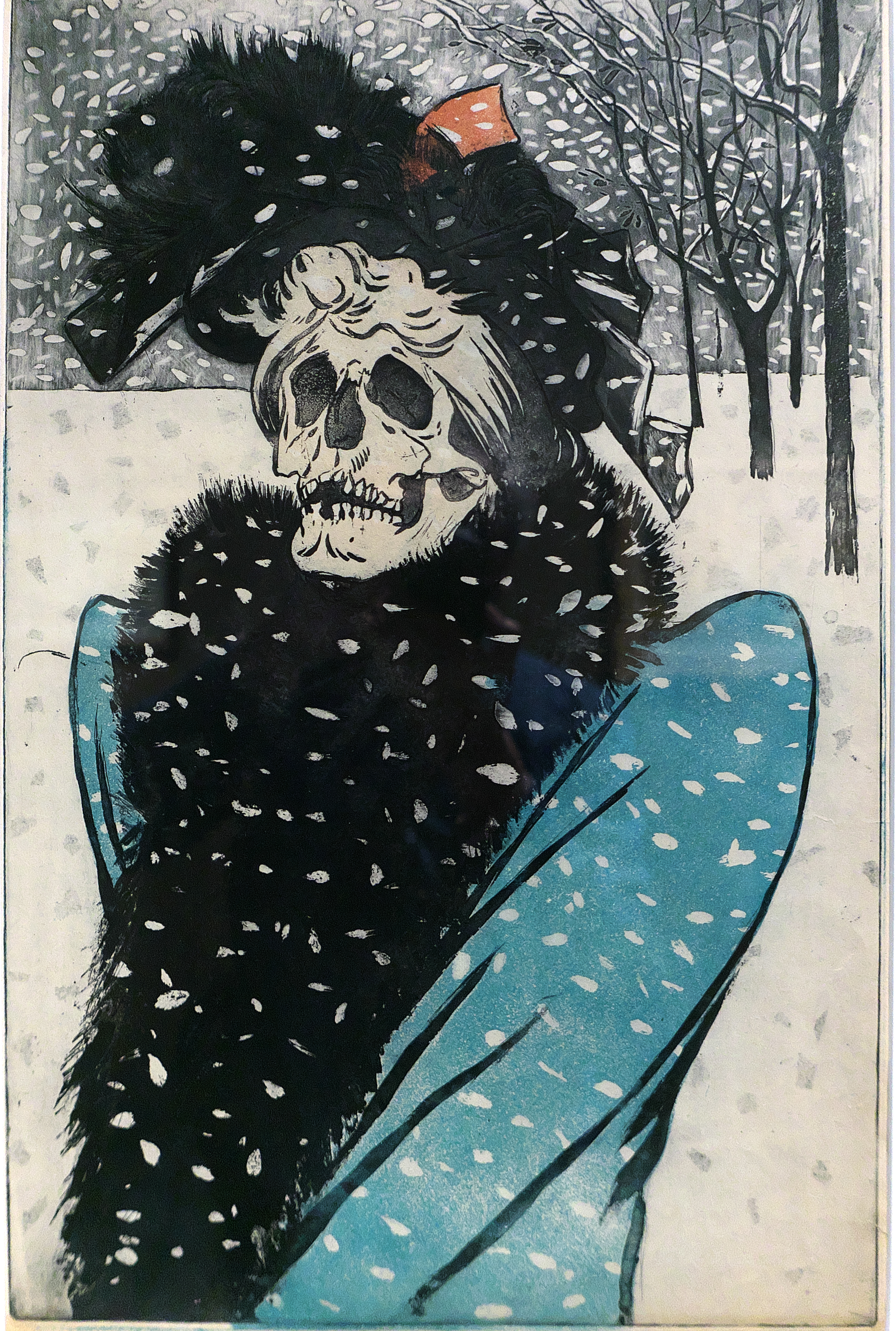
毛皮のマフラーをした死
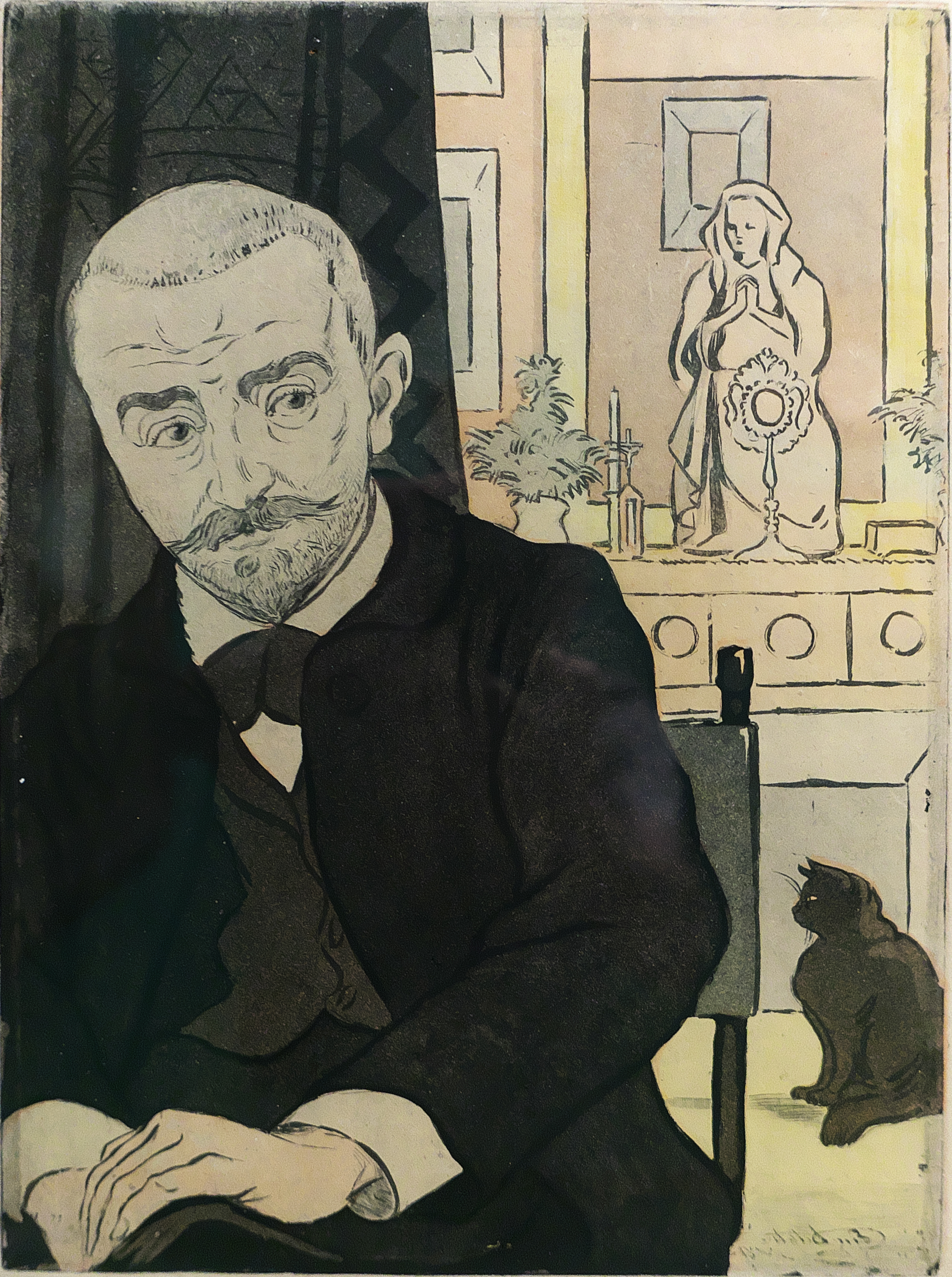
ジョリス＝カルル・ユイスマンス-作家